# Río de los Patos
El río de los Patos es un curso de agua permanente que atraviesa de sur a norte en la zona centro este del departamento Calingasta, en el extremo suroeste de la provincia de San Juan, Argentina
Sus aguas provienen del deshielo de la cordillera de los Andes, teniendo como afluentes al río De los Patos Sur y el río Blanco. Discurre en dirección sur-norte al pie de la cordillera y precordillera. En la zona del valle existe un pueblo llamado Villa de Calingasta.
Tiene un caudal de 49 m³/s y, junto al río Castaño, es el principal afluente del río San Juan. 
Su geografía es de un ancho valle, con aguas medio rápidas y lentas con abundantes brazos e islas. Tiene un ancho medio de unos 40 m.
Una de las únicas regiónes de América del Sur donde los climas continentales del tipo D están presentes es en el Valle de los Patos Superior, en la provincia de San Juan, una de las pocas zonas del hemisferio sur con un clima continental propiamente dicho, con características de verano suave e invierno frío (Dsb), de acuerdo con la clasificación climática de Köppen.
El ecosistema está compuesto por: trucha arcoíris, truchas marrones y percas, con un porte promedio de 300 a 600 g y un récord reportado de 6 kg.

## Temperatura mínima absoluta récord
El 17 de julio de 1972, en la estación meteorológica [cita requerida] del Valle de los Patos Superior, a 2880 m s. n. m., los termómetros marcaron una temperatura de -39,0 °C.[cita requerida] Esta es la temperatura más baja alguna vez registrada en América del Sur y América Latina.[cita requerida]
| Parámetros climáticos promedio de Valle de Los Patos Superior - Normales : 1971-1980 - Extremos : 1971-1980 | Parámetros climáticos promedio de Valle de Los Patos Superior - Normales : 1971-1980 - Extremos : 1971-1980 | Parámetros climáticos promedio de Valle de Los Patos Superior - Normales : 1971-1980 - Extremos : 1971-1980 | Parámetros climáticos promedio de Valle de Los Patos Superior - Normales : 1971-1980 - Extremos : 1971-1980 | Parámetros climáticos promedio de Valle de Los Patos Superior - Normales : 1971-1980 - Extremos : 1971-1980 | Parámetros climáticos promedio de Valle de Los Patos Superior - Normales : 1971-1980 - Extremos : 1971-1980 | Parámetros climáticos promedio de Valle de Los Patos Superior - Normales : 1971-1980 - Extremos : 1971-1980 | Parámetros climáticos promedio de Valle de Los Patos Superior - Normales : 1971-1980 - Extremos : 1971-1980 | Parámetros climáticos promedio de Valle de Los Patos Superior - Normales : 1971-1980 - Extremos : 1971-1980 | Parámetros climáticos promedio de Valle de Los Patos Superior - Normales : 1971-1980 - Extremos : 1971-1980 | Parámetros climáticos promedio de Valle de Los Patos Superior - Normales : 1971-1980 - Extremos : 1971-1980 | Parámetros climáticos promedio de Valle de Los Patos Superior - Normales : 1971-1980 - Extremos : 1971-1980 | Parámetros climáticos promedio de Valle de Los Patos Superior - Normales : 1971-1980 - Extremos : 1971-1980 | Parámetros climáticos promedio de Valle de Los Patos Superior - Normales : 1971-1980 - Extremos : 1971-1980 |
| Mes | Ene. | Feb. | Mar. | Abr. | May. | Jun. | Jul. | Ago. | Sep. | Oct. | Nov. | Dic. | Anual |
| --- | --- | --- | --- | --- | --- | --- | --- | --- | --- | --- | --- | --- | --- |
| Temp. máx. media (°C)                                                                                       | 19.7 | 18.7 | 18.2 | 14.5 | 9.8 | 4.8 | 2.1 | 3.7 | 7.5 | 11.3 | 14.8 | 18.0 | 11.9 |
| Temp. media (°C)                                                                                            | 12.7 | 11.4 | 9.9 | 5.6 | 2.3 | -3.1 | -5.1 | -3.9 | 0.3 | 5.0 | 8.7 | 11.6 | 4.6 |
| Temp. mín. media (°C)                                                                                       | 1.4 | -0.5 | -2.6 | -5.8 | -6.7 | -11.5 | -14.1 | -13.4 | -9.2 | -4.8 | -2.4 | 0.0 | -5.8 |
| Temp. mín. abs. (°C)                                                                                        | -6.4 | -7.2 | -10.7 | -27.5 | -27.6 | -36.6 | -39.0 | -35.0 | -31.5 | -21.5 | -12.6 | -8.9 | -39.0 |
| Fuente: *Estación Meteorológica de Valle de los Patos Superior - Datos Período 1971-1980 promedio 1971-1980 | | | | | | | | | | | | | |